# Восточный трясогузковый певун
Восточный трясогузковый певун (лат. Teretistris fornsi) — вид птиц семейства Teretistridae. Эндемик Кубы.
Длина тела достигает 13 сантиметров. Длина крыла у самца составляет от 5 до 6 сантиметров, у самки — от 5,3 до 5,8 сантиметра. У взрослых и молодых птиц с первого года жизни темя, шея, затылок и оперение на верхней стороне серого цвета со слабым оливково-коричневым оттенком. Крылья чёрно-серые с сероватой окантовкой. Хвост также черновато-серый со средне-серой окантовкой. Уздечка и кроющие уха, а также горло, грудь и верхняя часть брюха жёлтые, немного бледнее в нижней части брюха. Окологлазное кольцо жёлтое и чётко выделяется. Боковые стороны сзади серые, подхвостье серовато-белое. Чёрно-серый клюв немного длиннее, чем у близкородственного вида Teretistris fernandinae. Ноги голубовато-серые.
Рацион состоит из насекомых и мелких беспозвоночных, которых птица находит на листьях растений. Сезон размножения длится с апреля по май. Гнездо строит в густом подлеске. Кладка состоит из двух-трёх голубовато-белых яиц диаметром 2 см.
Птицы встречаются во всех типах лесов с большим количеством подлеска и зарослей кустарников на востоке островного государства Куба, от уровня моря до горных районов.